# Ben A. Jones
Benjamin Allyn Jones, född 31 december 1882, död 13 juni 1961, var en amerikansk galopptränare, mest känd för att ha segrat i 6 st upplagor av Kentucky Derby.

## Karriär
Ben Jones föddes i Parnell, Missouri, och utbildade sig på Wentworth Military Academy i Lexington, Missouri.
Jones började att träna fullblodshästar under 1910-talet, och tävlade med sina hästar på småbanor i västra USA och i Mexiko. I slutet av 1920-talet var han erkänd som en av de bättre tränarna i branschen. Mellan 1931 och 1939 var han privattränare för Woolford Farm i Prairie Village, Kansas. Under tiden som privattränare tränade han tre championhästar, inklusive 1938 års Flamingo Stakes och Kentucky Derby-vinnare, Lawrin.
1940 anlitades han av Warren Wright, Sr. som privattränare för Calumet Farm i Lexington, Kentucky. Han blev även ansvarig för deras avelsverksamhet. Under Ben Jones blev Calumet ett av de största stallen i galoppsportshistorien. Mellan 1938 och 1952 segrade Jones i hela sex stycken Kentucky Derbys som tränare. Rekordet stod sig ända till 2020, då Bob Baffert tog sin sjunde seger i löpet. Jones tränade även två amerikanska Triple Crown-vinnare, Whirlaway och Citation.
1948 utsågs Ben Jones till general manager för Calumet Farm och hans son, Horace A. "Jimmy" Jones tog över jobbet som huvudtränare. Den 30 maj 1949 var Ben Jones på omslaget till tidskriften Time.
Han gick i pension 1953 och blev 1958 invald i National Museum of Racing och Hall of Fame. Han avled 1961 vid 78 års ålder.